# Esfera armilar

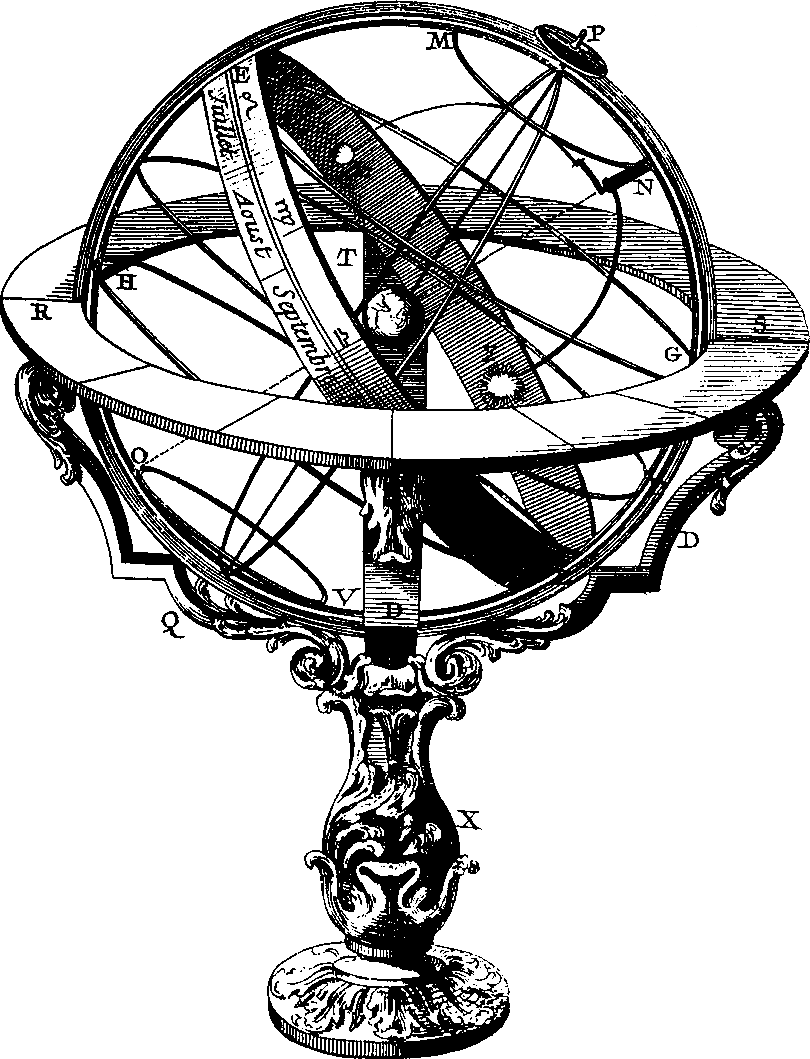
Esfera armilar, en imagen escaneada de la Encyclopédie, del.

La esfera armilar, modelo reducido del cosmos desde la perspectiva terrestre, es un instrumento astronómico utilizado en la Antigüedad y en la Edad Media para la determinación de la posición de los cuerpos celestes. Fue inventado de manera independiente en la Antigua Grecia y la Antigua China, aunque se desconocen sus autores específicos. 
Posteriormente, su uso se circunscribió a la enseñanza de la astronomía y la navegación. Su construcción requirió de numerosas y minuciosas observaciones, durante siglos, sobre el movimiento aparente de los astros en torno a la Tierra.

## Partes

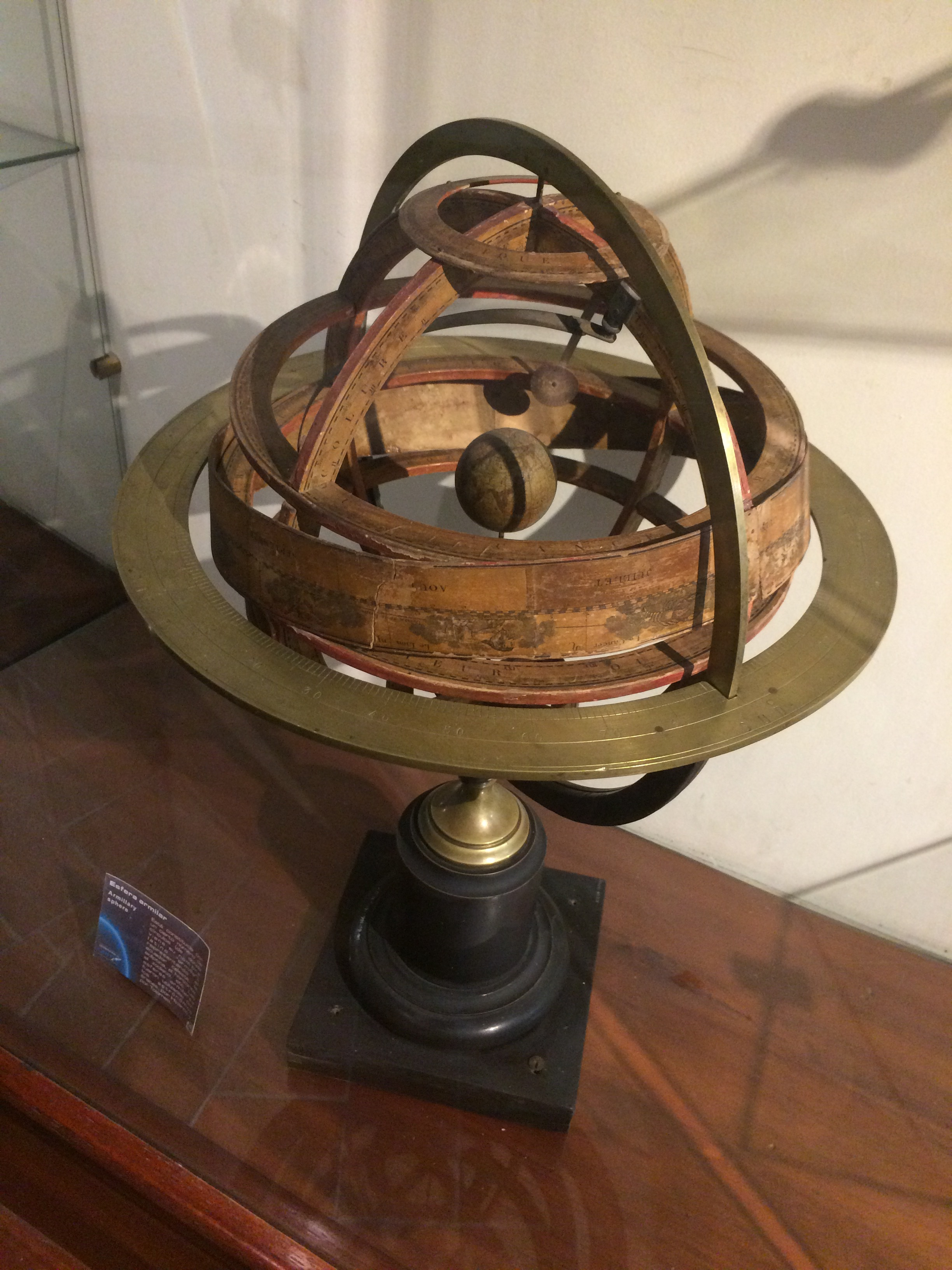
Esfera armilar del. Museo del Observatorio Astronómico de Quito.

Esta esfera está constituida por un conjunto de armillas (anillos, brazaletes o argollas) que le da nombre: «armilar». En el centro de todo este ingenio se coloca nuestro planeta, representado por una pequeña bola. El anillo graduado más externo representa el plano del horizonte del lugar, que lleva marcados los cuatro puntos cardinales. El perpendicular a este, y también graduado, es el círculo meridiano. Asimismo, otros dos anillos hacen las funciones de ecuador celeste (perpendicular al eje Norte-Sur) y de eclíptica o banda zodiacal (relativa al zodiaco), que muestra el recorrido del Sol a lo largo de todo el año. La inclinación entre ambos es de 23,5º, que no es otra que la que presenta el eje de rotación de la esfera terrestre con respecto al plano de su órbita en una perspectiva heliocéntrica. Los trópicos y círculos polares, paralelos al ecuador celeste, también se encuentran habitualmente representados.
Las armillas de la esfera se articulan entre sí, lo que permite simular el movimiento aparente anual y diario del firmamento. De esta manera, se puede hacer bascular el círculo meridiano hasta conseguir que el Polo Norte de la esfera apunte al Polo Norte del lugar, lo que permite conocer la latitud y ajustar el aspecto del firmamento para observadores situados en cualquier punto de la Tierra. Girado todo el sistema alrededor del eje de los polos, se reproduce el movimiento diario del firmamento, y así se podrá conocer el punto por el que sale y se pone un astro y el tiempo que se encontrará visible sobre el horizonte.
Algunas esferas armilares incluyen anillos para situar en el cielo la Luna y los distintos planetas, lo cual puede hacer excesivamente complejo el sistema.

## Simbolismos

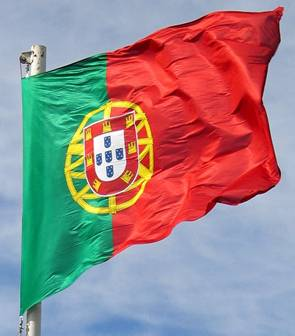
Bandera portuguesa

En la bandera portuguesa, la esfera amarilla que envuelve el escudo esquematiza este instrumento astronómico y remite a la época de los descubrimientos marítimos portugueses del siglo XV, tan asociados a las observaciones astronómicas. Está presente en el Monasterio de los Jerónimos y la Torre de Belem, que son destacados monumentos de Lisboa.[cita requerida]